# Neil Houston
Neil Houston (Calgary, 19 gennaio 1957) è un giocatore di curling canadese.

## Biografia
Partecipò ai XV Giochi olimpici invernali edizione disputata a Calgary (Canada) nel 1988, riuscendo ad ottenere la terza posizione nella squadra canadese con i connazionali Ed Lukowich, John Ferguson, Wayne Hart e Brent Syme.
Nell'edizione la nazionale norvegese si classificò prima la svizzera seconda. La competizione ebbe lo status di sport dimostrativo